# オクタレン
オクタレン(Octalene)は、2つの融合した2つの融合したシクロオクタテトラエン環からなる多環炭化水素である。

## アニオン
オクタレンはリチウムで還元されるが、このような小分子としては珍しくテトラアニオンC14H124-にはならず、ジアニオンC14H122-になる。ジアニオンは一方の環上に2つの負電荷を持ち、この環をシクロオクタテトラエンと似た10π電子芳香族に変換する。18π電子のテトラアニオンでは、どちらの環も10π電子系になり、ナフタレンのアナログである平面二環式芳香族化合物となる。